# بوبي برين
بوبي برين هو مغني وممثل كندي، ولد في 4 نوفمبر 1927 في مونتريال في كندا، وتوفي في 19 سبتمبر 2016 في بومبانو سيتي في الولايات المتحدة.

## وصلات خارجية
- بوبي برين على موقع IMDb (الإنجليزية)
- بوبي برين على موقع ميوزك برينز (الإنجليزية)
- بوبي برين على موقع ديسكوغز (الإنجليزية)
- بوبي برين على موقع قاعدة بيانات الفيلم (الإنجليزية)